# Дыроватый Камень (Нижнесергинский район)
Дыроватый Камень — скала на правом берегу реки Серги в муниципальном образовании Нижнесергинский район Свердловской области, на территории природного парка «Оленьи Ручьи», геоморфологический и ботанический природный памятник.

## Географическое положение
Скала Дыроватый Камень расположена в 25 километрах ниже южной границы города Нижние Серги, на территории природного парка «Оленьи Ручьи», в 2 километрах на юго-востоке от посёлка Бажуково.

## Описание
Известняковая скала с оригинальной карстовой аркой у основания, один конец которой уходит в реку, а другой – в берег реки. Высота просвета арки составляет около 4 метров. Скала состоит из серых слоистых известняков. Со стороны реки напоминает склоненную голову лошади, пьющей воду. У камня расположена пещера протяженностью 15–17 метра. Комплекс скальной флоры. Место туризма и экскурсий. Скала является геоморфологическим и ботаническим природным памятником.